# Coupe de Tchéquie féminine de football
La coupe de République tchèque féminine de football (tchèque : Pohár Komise fotbalu žen) est un tournoi à élimination directe de football féminin opposant les clubs de République tchèque. La compétition créée en 2007 est dominée par le Sparta Prague.

## Palmarès

### Par saison
| Saison    | Vainqueur                                                | Score                                                    | Finaliste                                                | Réf.  |
| --------- | -------------------------------------------------------- | -------------------------------------------------------- | -------------------------------------------------------- | ----- |
| 2007-2008 | Sparta Prague                                            | 5-1                                                      | Slavia Prague                                            | [ 2 ] |
| 2008-2009 | Sparta Prague                                            | 7-0                                                      | 1. FC Slovácko                                           | [ 3 ] |
| 2009-2010 | Sparta Prague                                            | 8-0                                                      | Sokol Stará Lysá                                         | [ 4 ] |
| 2010-2011 | Sparta Prague                                            | 0-0ap, 5-4tab                                            | Slavia Prague                                            | [ 5 ] |
| 2011-2012 | Sparta Prague                                            | 8-0                                                      | SK DFO Pardubice                                         | [ 6 ] |
| 2012-2013 | Sparta Prague                                            | 2-2ap, 5-4tab                                            | Slavia Prague                                            | [ 7 ] |
| 2013-2014 | Slavia Prague                                            | 1-0                                                      | Sparta Prague                                            |       |
| 2014-2015 | Sparta Prague                                            | 0-0ap, 5-4tab                                            | Slavia Prague                                            |       |
| 2015-2016 | Slavia Prague                                            | 2-0                                                      | Sparta Prague                                            |       |
| 2016-2017 | Sparta Prague                                            | 2-0                                                      | Slavia Prague                                            |       |
| 2017-2018 | Sparta Prague                                            | 3-1                                                      | 1. FC Slovácko                                           | [ 8 ] |
| 2018-2019 | Sparta Prague (10)                                       | 1-1ap, 3-2tab                                            | Slavia Prague                                            |       |
| 2019-2020 | Compétition annulée en raison de la pandémie de Covid-19 | Compétition annulée en raison de la pandémie de Covid-19 | Compétition annulée en raison de la pandémie de Covid-19 |       |
| 2020-2021 | Compétition annulée en raison de la pandémie de Covid-19 | Compétition annulée en raison de la pandémie de Covid-19 | Compétition annulée en raison de la pandémie de Covid-19 |       |
| 2021-2022 | Slavia Prague                                            | 2-0                                                      | Sparta Prague                                            |       |
| 2022-2023 | Slavia Prague (4)                                        | 1-1ap, 4-2tab                                            | Sparta Prague                                            |       |
| 2023-2024 | Slavia Prague (5)                                        | 2-0                                                      | 1. FC Slovácko                                           |       |
| 2024-2025 | Slavia Prague (6)                                        | 2-1                                                      | Sparta Prague                                            |       |

### Par club
|    | Club             | Victoires | Finales |
| -- | ---------------- | --------- | ------- |
| 1. | Sparta Prague    | 10        | 5       |
| 2. | Slavia Prague    | 6         | 6       |
| 3. | 1. FC Slovácko   | 0         | 3       |
| 4. | Sokol Stará Lysá | 0         | 1       |
| 4. | SK DFO Pardubice | 0         | 1       |